# Le Dîner de cons
Pour l'adaptation cinématographique, voir Le Dîner de cons (film).
Le Dîner de cons est une pièce de théâtre française de Francis Veber créée le 18 septembre 1993 au théâtre des Variétés à Paris. 
Elle a été adaptée au cinéma en 1998 sous le même titre et par le même auteur.

## Argument
Pris par un lumbago en jouant au golf, Pierre Brochant, grand éditeur parisien, voit sa soirée gâchée. Chaque mercredi, lui et ses amis organisent un « dîner de cons ». Le principe en est simple : chaque participant amène un « con », en général un homme ayant un passe-temps assez original et farfelu et surtout qui aime en parler pendant des heures, ledit con ignorant totalement qu'on l'a invité pour se moquer de lui…
À la fin de la soirée, le meilleur con (ou plutôt celui qui l'a amené) reçoit une palme. Et ce qui chagrine Brochant plus que tout, c'est que ce soir-là, il a déniché un champion du monde : François Pignon, fonctionnaire au ministère des Finances, fou de maquettes en allumettes.
Malgré les protestations de sa femme Christine, Pierre a malgré tout invité Pignon à prendre l'apéritif avant d'aller au dîner. Mais ce qu'ignore l'éditeur, c'est que Pignon est une perle rare… prêt à tout pour rendre service, et maître en catastrophes diverses et variées.

## Distribution

### Théâtre des Variétés, 1993-1997 (création)
Du 18 septembre 1993 au 31 janvier 1996. 
- Jacques Villeret : François Pignon
- Claude Brasseur, puis Michel Roux : Pierre Brochant
- Michel Robbe : Juste Leblanc
- Cécile Pallas, puis Agathe Natanson : Christine Brochant
- Gérard Hernandez : Lucien Cheval
- Bunny Godillot : Marlène Sasseur
- Philippe Brigaud : Le docteur Archambault

Mise en scène de Pierre Mondy. 

### Tournée, 1996-1997
- Jacques Villeret : François Pignon
- Michel Roux : Pierre Brochant
- Jacques Bleu : Juste Leblanc
- Raphaëlle Cambray : Christine Brochant
- Bernard Pinet : Lucien Cheval
- Véronique Toussaint : Marlène Sasseur
- Philippe Brigaud : Le docteur Archambault

Mise en scène de Pierre Mondy. Tournées en France, Suisse et Belgique avec Atelier Théâtre Actuel (Jean-Claude Houdinière), Pascal Legros Productions, et VMA Backline (Rose Leandri) pour les Zénith. 

### Théâtre de la Porte-Saint-Martin, 2007-2008
Reprise du 2 octobre 2007 au 30 mars 2008 au théâtre de la Porte-Saint-Martin.
- Dany Boon : François Pignon
- Arthur : Pierre Brochant
- Stéphane Bierry : Juste Leblanc
- Jessica Borio : Christine Brochant
- Laurent Gamelon : Lucien Cheval
- Juliette Meyniac : Marlène Sasseur
- Olivier Granier : le docteur Sorbier

Mise en scène de Francis Veber.

### Théâtre des Variétés, 2009
- Régis Laspalès : François Pignon
- Philippe Chevallier : Pierre Brochant
- Stéphane Bierry : Juste Leblanc
- Jessica Borio : Christine Brochant
- Bernard Fructus : Lucien Cheval
- Juliette Meyniac, puis Irina Ninova : Marlène Sasseur
- Olivier Granier : le docteur Sorbier

Mise en scène de Jean-Luc Moreau.

### Théâtre de la Michodière, 2014
- Patrick Haudecœur : François Pignon
- José Paul, puis Philippe Uchan : Pierre Brochant
- Anne-Sophie Germanaz : Maryline Monroe
- Grégoire Bonnet : Lucien Cheval
- Stéphane Cottin : Marcel Bellivaud
- Patrick Zard : Robert Conrad
- Florence Maury : Josephine Bluebaker

Mise en scène d'Agnès Boury.